# Akuliarusiarsuup Kuua
Akuliarusiarsuup Kuua (dansk: Sandflugtdalen) er navnet på såvel en 30 km lang flod som den omgivende dal i Qeqqata Kommune i Vestgrønland. Flodens vand stammer fra Russell Gletsjer i udkanten af indlandsisen. Floden er biflod til Qinnguata Kuussua, der er hovedfloden i Kangerlussuaq-området. Det meste af Akuliarusiarsuup Kuuas løb foregår roligt i dalens sandur-bassin i slyngninger mellem store siltkviksandsområder. Der er fastlandspolarklima i området med meget lidt nedbør.